# Ecole des Ingénieurs de la Ville de Paris
Высшая Инженерная Школа Города Париж (EIVP) — высшая инженерная школа во Франции, основанная в 1959 году. Является единственной, специализирующейся в сфере городской инженерии. Находится под покровительством мэрии Парижa.
С 2009 года к ней так же присоединена Высшая Школа Мостостроения (École des Ponts), подразделение Парижского Технологического Института (ParisTech). EIVP входит в состав департамента научных исследований Университета Пари-Эст (PRES Université Paris-Est). С 1971 года дипломы, выдаваемые школой, аккредитованы инженерной комиссией (Commission des titres d’ingénieur) Министерства Высшего Образования и Научных исследований Франции (Ministère de l’Enseignement Supérieur et de la Recherche). Школа входит в состав французской ассоциации высших учебных заведений и научных исследований (Conférence des grandes écoles) и гарантирует высокое качество обучения и выдаваемых дипломов. С 2008 года ректором учебного заведения является Режи Валле (Régis Vallée), (13-й выпуск EIVP).
EIVP располагается по адресу: 15, rue Fénelon, Paris.
Образование школы охватывает множество дисциплин пересекающихся в сфере городской инженерии: конструкции зданий и сооружений, технология строительного производства, благоустройство территории, развитие транспорта, развитие инфраструктуры и инженерных сетей, развитие качества окружающей среды, энергосбережение.
Инженеры, завершившие полный цикл обучения, приобретают весомые научно -технические знания, которые соответствуют требованиям, предъявляемым в разработке и реализации крупных городских проектов.
EIVP проводит набор:
- по конкурсу физико-математических подготовительных курсов — общий конкурс в Mines-Ponts (письменно) и TPE / EIVP (устно)
- путём зачисления (досье и собеседование) кандидатов, обладающих дипломом бакалавра или магистра технических или архитектурных ВУЗов.
- по внутреннему конкурсу для целевых сотрудников с тремя годами опыта.

В настоящее время EIVP предлагает несколько видов образования:
- диплом инженера, специализация — городская инженерия — цикл 3 года обучения
- двойной диплом Инженер / Архитектор, совместно с Высшей Государственной Архитектурной Школой Ля-Вилет (ENSAPLV) — цикл 5 лет обучения
- повышение квалификации — URBANTIC, совместно с Высшей Школой Мостостроения.
- семинары по теме «устойчивое развитие городов»
- исследовательские работы по тематике «проблемы современного города»

Каждый год школа набирает более 90 абитуриентов для цикла инженера. Среди них около 20 абитуриентов — целевых сотрудников, образование которых оплачивается муниципалитетом Парижа с обязательным восьмилетним трудовым договором по окончании учёбы.
Неотъемлемая часть инженерного образования в EIVP — трудовая практика. Четыре обязательных стажа в течение трех лет обучения, то есть более 14 месяцев трудовой практики.
EIVP входит в состав многих организаций:
- PRES Université Paris Est
- ERASMUS
- Programme international n+i[2]
- Pôle de compétitivité Advancity

Партнерские соглашения с семью французскими высшими школами:
- ENSG (геоинформационные системы)
- ENGEES (водоснабжение, окружающая среда, утилизация отходов)
- ENTPE (гражданское строительство)
- ESTP (производственные работы)
- E.N.S.A.P.L.V (архитектура)
- École des Ponts ParisTech (Мостостроениe)
- Université Marne-la-Vallée (Урбанизм)

15 международных партнерских связей позволяют студентам получить международный опыт работы и даже двойные дипломы, в т.ч.:
- Illinois Institute of Technology, Civil Engineering Department(Чикаго, США)
- ETSECCPB, Universitat Politècnica de Catalunya (Барселона, Испания)
- ETSICCP, Universidad Politécnica de Madrid (Мадрид, Испания)
- École Hassania des Travaux Publics de Casablanca (Касабланка, Марокко)